# Авл Корнелий Цельс
Авл Корне́лий Цельс (лат. Aulus Cornelius Celsus; родился около 25 года до н. э. — умер около 50 года) — древнеримский учёный-энциклопедист и один из крупнейших врачей своего времени. 

## Биография
Оставил после себя около 20 книг по философии, риторике, праву, сельскому хозяйству, военному делу и медицине. В трудах по медицине собрал самые достоверные (на то время) знания по гигиене, диететике, терапии, хирургии и патологии. Заложил основу медицинской терминологии. Ввёл в хирургию лигатуру для перевязки кровеносных сосудов. В психиатрии известен как автор термина «делирий».
Обладая обширной эрудицией, приобретённой усердным изучением греческих источников, Цельс составил обширную энциклопедию («Artes»), охватывавшую собой философию, риторику, юриспруденцию, сельское хозяйство, военное искусство и медицину. Сохранился только отдел о медицине в виде трактата в 8 книгах («De medicina»), излагающего диететику, патологию, терапию и хирургию на основании греческих источников, преимущественно Гиппократа и Асклепиада. Хирургия изложена отчасти и на основании собственной практики. Это единственное медицинское сочинение, дошедшее до нас от лучших времён римской литературы. За чистоту и изящество языка Цельса называют «Цицероном медицины».

## Переводы

De medicina

- Цельс, Авл Корнелий. О медицине. / Пер. Ю. Ф. Шульца. Вступ. ст. и ред. В. Н. Терновского. М., 1959. 408 стр. 3000 экз.
- Цельс, Авл Корнелий. О медицине. Кн. 8. (Костная хирургия, травматология). / Пер., вступ. ст. и комм. С. М. Каца. Куйбышев, Кн. изд-во. 1960. 87 стр. 550 экз.
- В серии «The Loeb classical library» опубликован трехтомный англ. пер. (кн. I—VIII, под № 292, 304, 336) см. онлайн Архивировано 8 марта 2018 года.
- В серии «Collection Budé» начато издание: Celse. De la médecine. T. I: Livres I et II. Texte établi, traduit et commenté par G. Serbat. 2e tirage 2003. LXXVI, 295 p.